# Parc de la prairie des Filtres
La prairie des Filtres est une zone verte de la ville de Toulouse. Elle est située le long de la Garonne près du Pont-Neuf et du Cours Dillon.

## Histoire
Jusqu'au début du XVe siècle, l'emplacement de la prairie des filtres était urbanisé, et traversé par la rue dite des Teuliers mais une crue très importante en 1430 ravagea le quartier Saint Cyprien, ne laissant que des ruines derrière elle. Une autre crue en 1437 acheva de décourager les habitants de Saint-Cyprien de se réinstaller à cet endroit.  

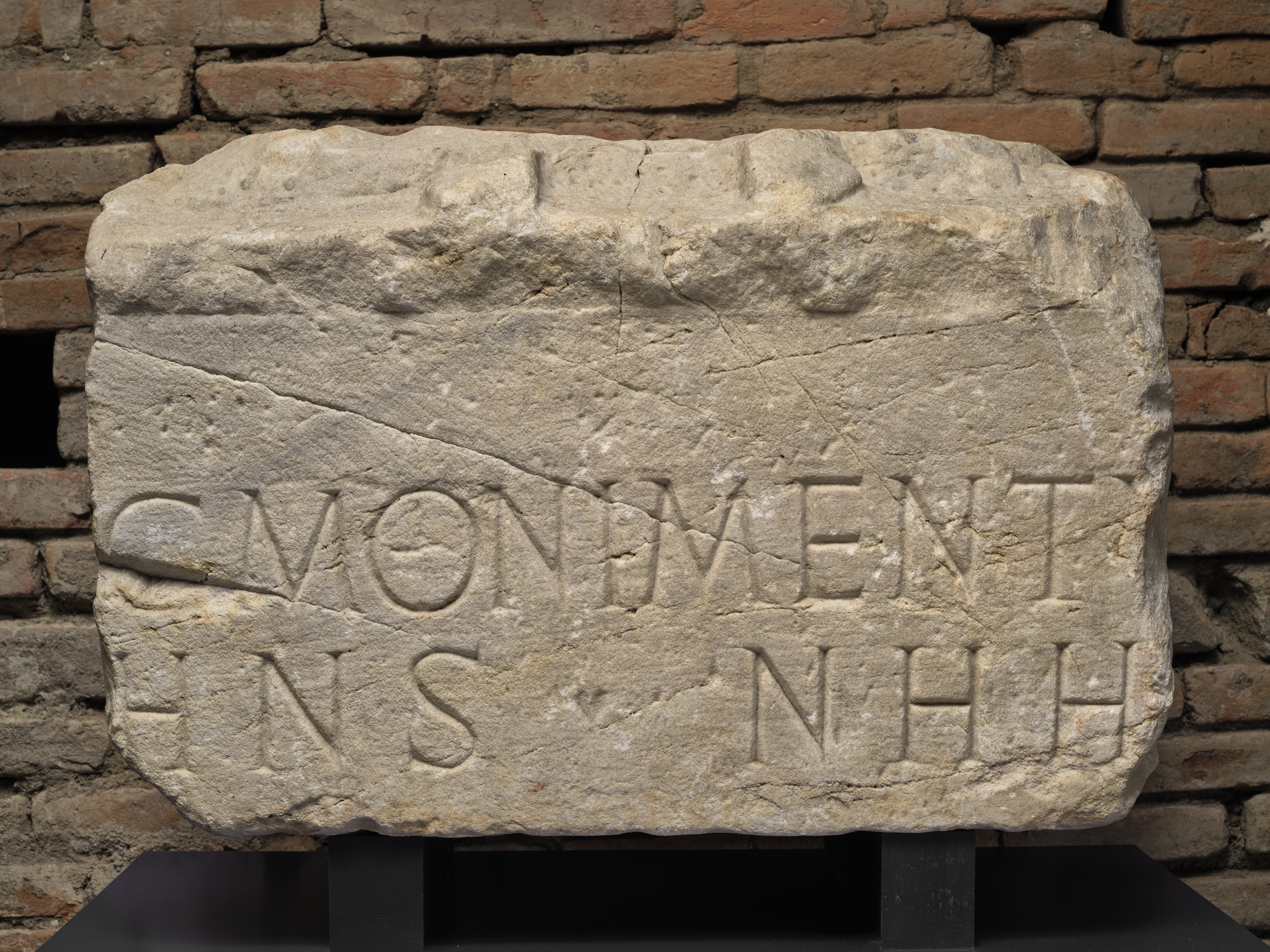
Inscription lapidaire antique découverte en 1863 dans les fondations du mur

Au XVIIe siècle un mur de soutènement du quai fut bâti entre le Pont-Neuf et la Porte de Muret (actuel cours Dillon), pour les fondations duquel furent utilisés des blocs de marbre antiques découverts dans la Garonne.
Le grand atterrissement formé sur la rive gauche du « coude garonnais » n'était à l'origine qu'une île marécageuse et dénuée d'intérêt, jusqu'à ce que le sable s'y déposant de siècle en siècle la rattache à la rive. La prairie doit son nom aux galeries filtrantes utilisées pour purifier l'eau boueuse pompée dans la Garonne et amenée ainsi assainie jusqu'au château d'eau de Toulouse. La première fut établie en 1821. Un deuxième lot de filtres, installé en 1827, était formé de onze puits reliés entre eux. On y ajouta en 1829 une galerie semblable à la première.
La quantité d'eau produite a été réduite à la suite de la crue de 1870 qui avait dégradé la qualité d'une partie des eaux . Toutefois, en 1872, d'autres sources d'eau furent prises en compte comme les filtres de Portet.

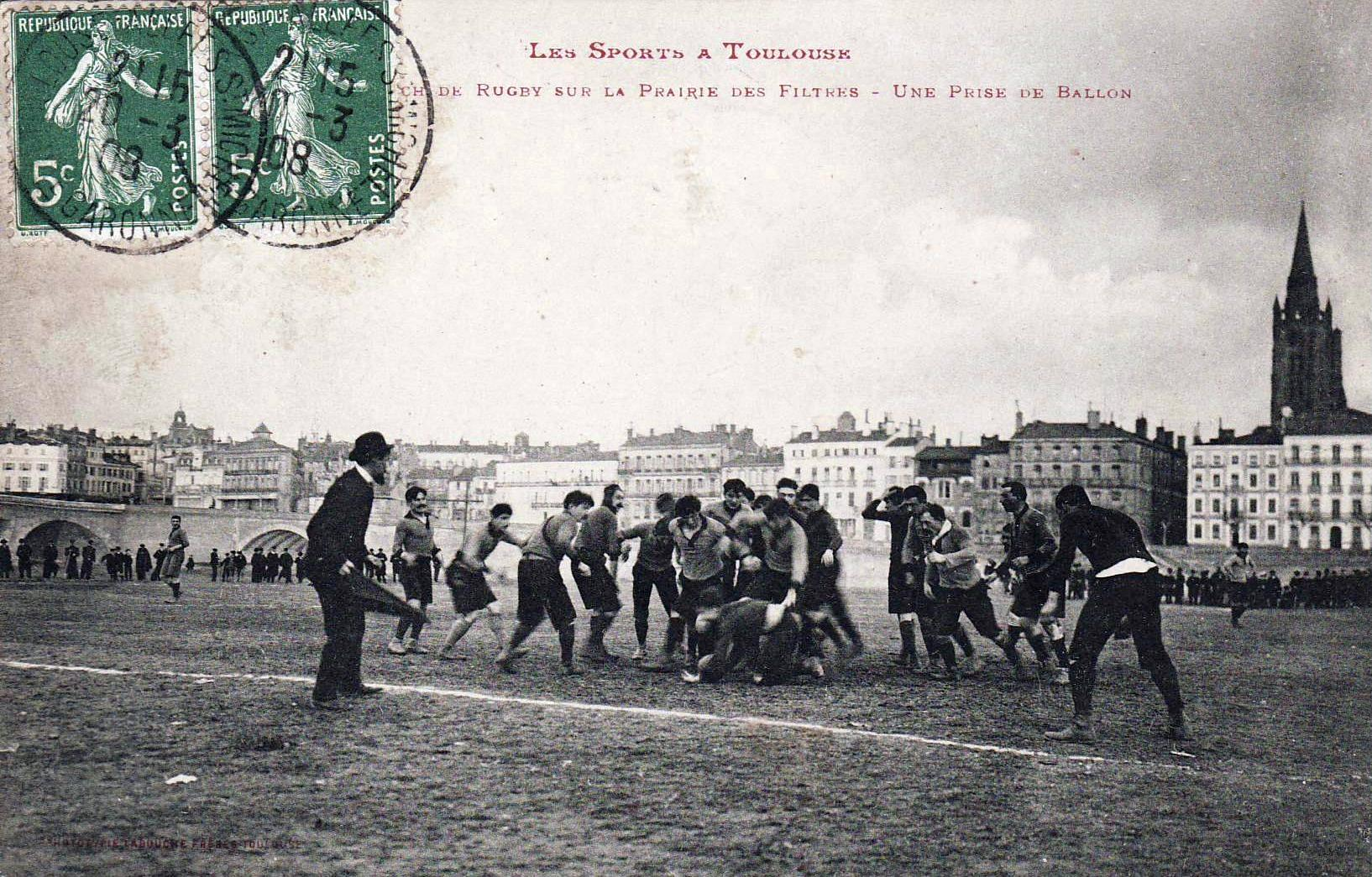
Match du Stade Toulousain à la prairie des filtres en 1907

Le vaste espace qui s'était ainsi créé fut le lieu privilégié de nombreuses manifestations populaires, telle la fête du 20 novembre 1846 sur l'initiative du conseiller municipal Atoze Arzac. De nombreuses « institutions » vinrent s'y établir, par exemple l'école de natation où les soldats venaient tour à tour. Durant l'été 1873, les habitants du quai de Tounis, se trouvant en face de la prairie des filtres, se plaignirent de ce « voisinage » : « Les pères de familles de ce quartier sont froissés de voir les soldats nus exposés aux yeux de leurs familles », disait la pétition. En avril 1866, le maire Amilhau fit organiser des fêtes de charité. On fit établir sur la prairie des filtres des estrades pour une course de vaches landaises. Les estrades démolies, les bois restèrent, livrés au maraudage... En novembre 1877, on se plaint que la prairie est dégradée, parce qu'elle sert de champ de manœuvre pour les troupes en garnison.
En 1889 se fit la célébration du centenaire de la Révolution, et le 22 septembre 1892 un simulacre de la bataille de Valmy se déroule sur la prairie. L'herbe grasse et généreuse put nourrir longtemps un troupeau de moutons. Ce fut aussi le premier terrain de football-rugby ou se déroulaient les matches du Stade toulousain, et le lieu d'accueil pour les plus grands cirques.

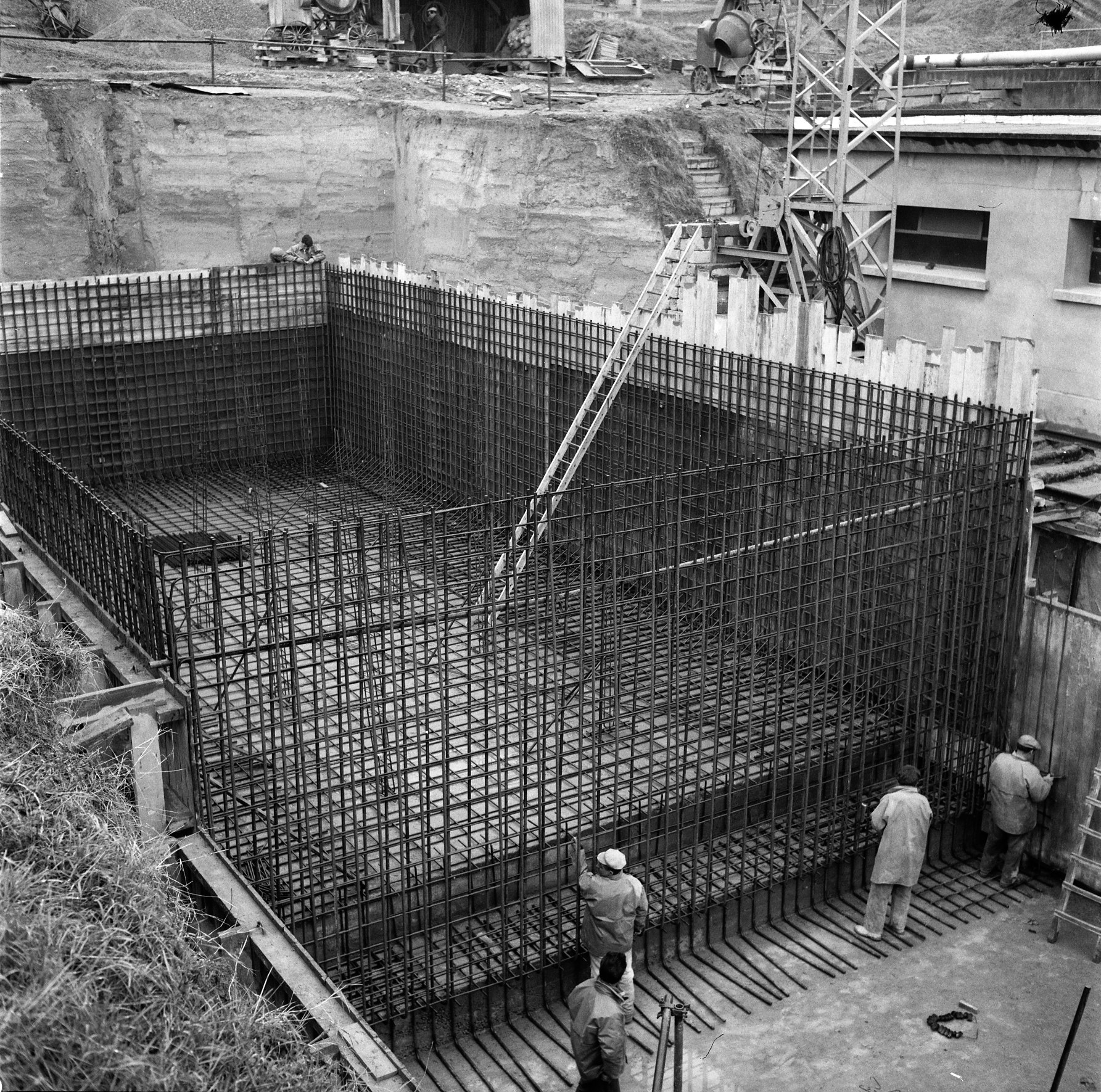
Travaux à la Prairie des Filtres, 15 février 1964. Photographie d'André Cros, Archives de Toulouse.

À la belle époque, la prairie accueille de nombreuses manifestations populaires : atterrissage des premiers avions survolant Toulouse, exploits de l'équipe de rugby, stands de la foire agricole. Elle est également, selon les nécessités du moment, convertie en pacage à brebis ou en jardin ouvriers (1914-1918). Très réduite par l'aménagement du fleuve, en vue de pallier les inondations, la prairie des filtres a continué d'accueillir les traditionnels feux d'artifice du 14 juillet. Jardin public depuis 1976, la prairie des Filtres est aujourd'hui l'un des jardins les plus agréables de Toulouse, conjuguant son charme végétal à proximité du fleuve et la vue sur les quais.
Depuis le milieu des années 1990, la prairie des filtres accueille chaque été le festival Rio Loco (anciennement Garonne, le festival), un festival annuel de musique du monde célébrant la diversité culturelle.
Depuis le 16 janvier 2011, est organisé sur la prairie, un village autogéré en opposition à la loi LOPPSI2. Les habitants de ce village furent expulsés par le maire de la ville en exercice Pierre Cohen une dizaine de jours après sa construction[réf. nécessaire].
À partir des quarts de finale de la Coupe du monde de football de 2018, la prairie des Filtres est réaménagée temporairement en fan zone, diffusant l'intégralité des matchs de l’équipe de France jusqu'à la fin de la compétition (trois matchs). La fan zone a alors une capacité de 20 000 personnes, doublée pour accueillir la finale de la compétition[réf. nécessaire].

## Activité
Le parc est connu des Toulousains pour y accueillir un club de ski nautique situé à côté du Pont Neuf sur une péniche en béton. Le parc comprend un parking (parking cours Dillon), un boulodrome et un grand jardin. Cet espace vert est le point de rencontres de nombreux groupes d'étudiants mais aussi un lieu de détente familial. Le parc comprend en effet une base de jeux destinées aux plus jeunes. Il est aussi le point de début de promenades le long des berges de la Garonne. Enfin, le boulodrome attire régulièrement de nombreux habitants du quartier de Saint-Cyprien.
C'est sur la prairie que sont retransmis sur écran géant les matches de rugby à XV, comme ce fut le cas en 2007 pour la Coupe du monde de rugby.
Chaque année le festival Rio Loco se déroule en grande partie à la prairie des filtres en juin, ainsi que Les siestes électroniques quelques jours plus tard.

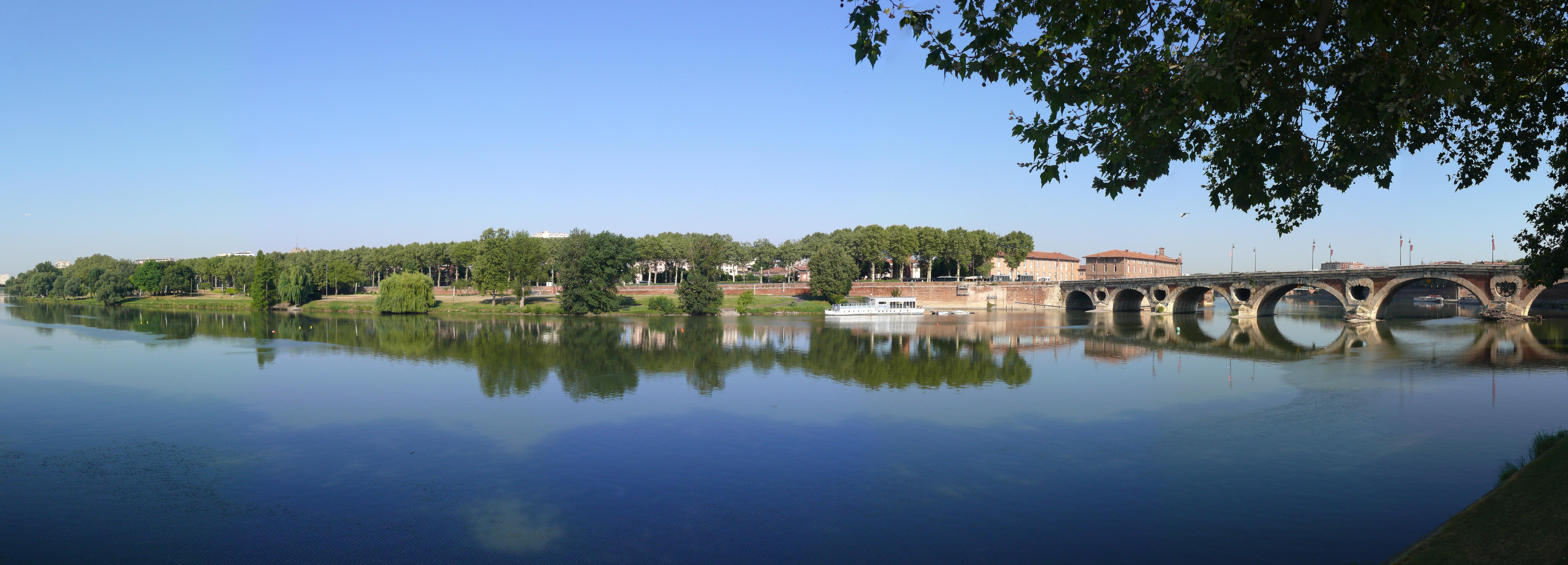
Prairie des Filtres et Pont Neuf